# 1. Tennis-Bundesliga (Herren) 2004
In der 33. Saison der Tennis-Bundesliga der Herren wurde 2004 die Mannschaft von TC Blau-Weiß Sundern Deutscher Meister.

## Saisonüberblick
Der deutsche Meister 2004 wurde in zwei Finalspielen des Tabellenersten gegen den Tabellenzweiten des Halbfinals ermittelt, wobei jeder Verein einmal Heimrecht besaß. Der TC Blau-Weiß Sundern konnte sich in beiden Spielen gegen den Rochusclub Düsseldorf durchsetzen. Das erste Spiel in Düsseldorf gewann Sundern mit 5:4, im Rückspiel in Sundern reichte ein 5:1 nach den Einzeln, um den Meistertitel perfekt zu machen, die Doppel wurden nicht mehr ausgetragen.

## Ergebnisse

### Gruppenspiele

#### Gruppe A
|     | Mannschaft             | Begegnungen | Punkte | Matches | Sätze | Spiele  |
| --- | ---------------------- | ----------- | ------ | ------- | ----- | ------- |
| 01. | Rochusclub Düsseldorf  | 6           | 5:1    | 37:17   | 80:42 | 618:496 |
| 02. | TC Blau-Weiss Halle    | 6           | 5:1    | 30:24   | 68:58 | 623:600 |
| 03. | TC Bamberg             | 6           | 1:5    | 22:32   | 50:70 | 527:590 |
| 04. | TK Grün-Weiss Mannheim | 6           | 1:5    | 19:35   | 45:73 | 511:593 |

#### Gruppe B
|     | Mannschaft               | Begegnungen | Punkte | Matches | Sätze | Spiele  |
| --- | ------------------------ | ----------- | ------ | ------- | ----- | ------- |
| 01. | TC Blau-Weiß Sundern (M) | 6           | 5:1    | 43:11   | 88:37 | 652:486 |
| 02. | TK Kurhaus Aachen        | 6           | 3:3    | 24:30   | 62:67 | 604:640 |
| 03. | TC Rüppurr Karlsruhe     | 6           | 3:3    | 22:32   | 55:72 | 585:620 |
| 04. | TC Blau-Weiss Neuss      | 6           | 1:5    | 19:35   | 47:76 | 539:634 |

### Abstiegsspiele
|     | Mannschaft             | Begegnungen | Punkte | Matches | Sätze | Spiele  |
| --- | ---------------------- | ----------- | ------ | ------- | ----- | ------- |
| 01. | TC Blau-Weiss Neuss    | 2           | 1:1    | 10:8    | 23:20 | 216:206 |
| 02. | TC Rüppurr Karlsruhe   | 2           | 1:1    | 9:9     | 21:20 | 191:187 |
| 03. | TK Grün-Weiss Mannheim | 2           | 1:1    | 9:9     | 20:21 | 187:191 |
| 04. | TC Bamberg             | 2           | 1:1    | 8:10    | 20:23 | 206:216 |

### Halbfinale
|     | Mannschaft            | Begegnungen | Punkte | Matches | Sätze | Spiele  |
| --- | --------------------- | ----------- | ------ | ------- | ----- | ------- |
| 01. | TC Blau-Weiß Sundern  | 2           | 2:0    | 13:5    | 29:15 | 241:200 |
| 02. | Rochusclub Düsseldorf | 2           | 2:0    | 11:7    | 25:17 | 224:193 |
| 03. | TK Kurhaus Aachen     | 2           | 0:2    | 7:11    | 17:25 | 193:224 |
| 04. | TC Blau-Weiss Halle   | 2           | 0:2    | 5:13    | 15:29 | 200:241 |

### Finale
|     | Mannschaft            | Begegnungen | Punkte | Matches | Sätze | Spiele  |
| --- | --------------------- | ----------- | ------ | ------- | ----- | ------- |
| 01. | TC Blau-Weiß Sundern  | 2           | 2:0    | 10:5    | 21:13 | 177:159 |
| 02. | Rochusclub Düsseldorf | 2           | 0:2    | 5:10    | 13:21 | 159:177 |

|                      |                                                                |
| Zum Saisonende 2003: |                                                                |
| (M)                  | Meister, Meister in der Vorsaison                              |
| (N)                  | Neuling, Aufsteiger aus der 2. Tennis-Bundesliga (Herren) 2003 |

| Zum Saisonende 2004: |                                     |
|                      | Halbfinale                          |
|                      | Abstiegsspiele                      |
|                      | Abstieg in die 2. Tennis-Bundesliga |
|                      | Finalteilnehmer                     |
|                      | Deutscher Meister                   |

### Kreuztabelle
Die Kreuztabellen stellen die Ergebnisse aller Spiele dieser Saison dar. Die Heimmannschaft ist in der linken Spalte aufgelistet, die Gastmannschaft in der oberen Zeile.
|                        | Rochusclub Düsseldorf | TC Blau-Weiß Halle    | TC Bamberg              | TK Grün-Weiss Mannheim |
| Rochusclub Düsseldorf  |                       | 7:2 \| 16:5 \| 112:82 | 6:3 \| 13:6 \| 92:73    | 7:2 \| 14:4 \| 94:59   |
| TC Blau-Weiß Halle     | 7:2 \| 15:6 \| 114:88 |                       | 5:4 \| 12:10 \| 111:103 | 5:4 \| 12:9 \| 107:105 |
| TC Bamberg             | 2:7 \| 6:15 \| 81:115 | 3:6 \| 7:14 \| 93:111 |                         | 7:2 \| 14:4 \| 98:65   |
| TK Grün-Weiss Mannheim | 1:8 \| 6:16 \| 87:117 | 4:5 \| 10:10 \| 99:98 | 6:3 \| 12:7 \| 96:79    |                        |

|                           | TC BW Sundern         | TK Kurhaus Aachen       | TC Rüppurr Karlsruhe 1929 | TC Blau-Weiß Neuss      |
| TC BW Sundern             |                       | 8:1 \| 16:6 \| 116:76   | 8:1 \| 17:6 \| 119:88     | 6:3 \| 12:8 \| 96:83    |
| TK Kurhaus Aachen         | 1:8 \| 6:16 \| 93:118 |                         | 8:1 \| 17:5 \| 120:89     | 5:4 \| 12:10 \| 114:121 |
| TC Rüppurr Karlsruhe 1929 | 5:4 \| 10:9 \| 89:91  | 5:4 \| 11:10 \| 104:104 |                           | 4:5 \| 11:10 \| 108:89  |
| TC Blau-Weiß Neuss        | 0:9 \| 1:18 \| 57:112 | 4:5 \| 9:11 \| 92:97    | 3:6 \| 9:12 \| 97:107     |                         |

|                           | TC Blau-Weiß Neuss    | TK Grün-Weiss Mannheim | TC Rüppurr Karlsruhe 1929 | TC Bamberg            |
| TC Blau-Weiß Neuss        |                       |                        |                           | 7:2 \| 16:6 \| 119:88 |
| TK Grün-Weiss Mannheim    |                       |                        | 4:5 \| 10:11 \| 96:104    |                       |
| TC Rüppurr Karlsruhe 1929 |                       | 4:5 \| 10:10 \| 87:91  |                           |                       |
| TC Bamberg                | 6:3 \| 14:7 \| 118:97 |                        |                           |                       |

|                       | TC Blau-Weiß Halle    | TK Kurhaus Aachen     | Rochusclub Düsseldorf | TC BW Sundern          |
| TC Blau-Weiß Halle    |                       |                       |                       | 3:6 \| 8:13 \| 103:116 |
| TK Kurhaus Aachen     |                       |                       | 4:5 \| 9:11 \| 96:110 |                        |
| Rochusclub Düsseldorf |                       | 6:3 \| 14:8 \| 114:97 |                       |                        |
| TC BW Sundern         | 7:2 \| 16:7 \| 125:97 |                       |                       |                        |

|                       | Rochusclub Düsseldorf | TC BW Sundern         |
| Rochusclub Düsseldorf |                       | 4:5 \| 9:11 \| 95:101 |
| TC BW Sundern         | 5:1 \| 10:4 \| 76:64  |                       |

## Mannschaftskader

### Gruppe A
| Pos. | Name                    |
| ---- | ----------------------- |
| 1    | Galo Blanco             |
| 2    | Álex Calatrava          |
| 3    | Marc López              |
| 4    | Albert Portas           |
| 5    | Guillermo García López  |
| 6    | Didac Pérez             |
| 7    | Salvador Navarro        |
| 8    | Mariano Albert Ferrando |
| 9    | Francisco Clavet        |
| 10   | Carlos Cuadrado         |
| 11   | Edwin Kempes            |
| 12   | Lucas Arnold Ker        |
| 13   | Mariano Hood            |
| 14   |                         |
| 15   |                         |
| 16   |                         |

| Pos. | Name                  |
| ---- | --------------------- |
| 1    |                       |
| 2    | Davide Sanguinetti    |
| 3    | Alexander Peya        |
| 4    | Michal Tabara         |
| 5    | Jan Vacek             |
| 6    |                       |
| 7    | Philipp Kohlschreiber |
| 8    | Massimo Dell’Acqua    |
| 9    | Michal Mertiňák       |
| 10   | Tuomas Ketola         |
| 11   | Daniele Bracciali     |
| 12   | Giorgio Galimberti    |
| 13   | Janko Tipsarević      |
| 14   | Petr Luxa             |
| 15   | Andreas Tattermusch   |
| 16   | Moritz Starke         |

| Pos. | Name                   |
| ---- | ---------------------- |
| 1    | Tomáš Berdych          |
| 2    | Karol Kučera           |
| 3    | Rubén Ramírez Hidalgo  |
| 4    | Olivier Patience       |
| 5    | Jérôme Golmard         |
| 6    | Attila Sávolt          |
| 7    | Werner Eschauer        |
| 8    | Francisco Fogués       |
| 9    | Jean-François Bachelot |
| 10   |                        |
| 11   | Marcello Craca         |
| 12   | Robert Lindstedt       |
| 13   | René Nicklisch         |
| 14   | Gabriel Trifu          |
| 15   |                        |
| 16   |                        |

| Pos. | Name               |
| ---- | ------------------ |
| 1    |                    |
| 2    | John van Lottum    |
| 3    | Daniel Elsner      |
| 4    | Björn Phau         |
| 5    | Fernando Vicente   |
| 6    | Markus Hantschk    |
| 7    | Óscar Serrano      |
| 8    | Juan Antonio Marín |
| 9    | Juan Giner         |
| 10   | Jakub Herm-Záhlava |
| 11   | Florian Jeschonek  |
| 12   |                    |
| 13   |                    |
| 14   |                    |
| 15   | Aljoscha Thron     |
| 16   |                    |

### Gruppe B
| Pos. | Name                |
| ---- | ------------------- |
| 1    | Thierry Ascione     |
| 2    | Óscar Hernández     |
| 3    | Potito Starace      |
| 4    | Julien Varlet       |
| 5    | Stanislas Wawrinka  |
| 6    | Vincenzo Santopadre |
| 7    | Federico Browne     |
| 8    | Fred Hemmes         |
| 9    | Tomas Tenconi       |
| 10   |                     |
| 11   | Jacobo Díaz         |
| 12   | Tobias Clemens      |
| 13   | Raphael Özelli      |
| 14   | Florian Nufer       |
| 15   | Marius Meiszies     |
| 16   |                     |

| Pos. | Name                   |
| ---- | ---------------------- |
| 1    | Albert Montañés        |
| 2    |                        |
| 3    | Dennis van Scheppingen |
| 4    | Alexander Popp         |
| 5    | Lars Burgsmüller       |
| 6    | José Acasuso           |
| 7    | Tomas Behrend          |
| 8    | Alexander Waske        |
| 9    | Denis Gremelmayr       |
| 10   | Fredrik Loven          |
| 11   | Simon Aspelin          |
| 12   |                        |
| 13   |                        |
| 14   |                        |
| 15   |                        |
| 16   |                        |

| Pos. | Name                   |
| ---- | ---------------------- |
| 1    |                        |
| 2    | Julien Jeanpierre      |
| 3    | Tomáš Cakl             |
| 4    | Sébastien de Chaunac   |
| 5    | Juan Pablo Brzezicki   |
| 6    | Martin Štěpánek        |
| 7    | Francisco Costa        |
| 8    |                        |
| 9    | Frank Moser            |
| 10   | Gabriel Trujillo Soler |
| 11   | Jeroen Masson          |
| 12   |                        |
| 13   |                        |
| 14   |                        |
| 15   | Christoph Müller       |
| 16   |                        |

| Pos. | Name                     |
| ---- | ------------------------ |
| 1    |                          |
| 2    | Martín Vassallo Argüello |
| 3    | Juan Pablo Guzmán        |
| 4    | Santiago Ventura         |
| 5    | Alessio di Mauro         |
| 6    |                          |
| 7    | Jan Frode Andersen       |
| 8    | Konstantinos Economidis  |
| 9    | František Čermák         |
| 10   | Jaroslav Levinský        |
| 11   | Oliver Gross             |
| 12   | Esteban Carril           |
| 13   | Dominik Meffert          |
| 14   |                          |
| 15   |                          |
| 16   |                          |